# Hugh Clapperton
Pour les articles homonymes, voir Clapperton (homonymie).
Bain Hugh Clapperton (18 mai 1788, Annan dans le Dumfriesshire - 13 avril 1827) est un explorateur écossais.

## Biographie
Fils d'un chirurgien, il étudie les mathématiques et la navigation puis embarque dès 1801 sur un navire faisant le service Liverpool-États-Unis.
Il sert ensuite dans la marine britannique et devient aspirant. Il participe alors aux guerres napoléoniennes et s'empare même du drapeau français au siège de Port-Louis (île Maurice) (1810).
Lieutenant (1814), il est envoyé au Canada (1817) où il est chargé de prendre le commandement d'un schooner circulant sur les grands lacs canadiens.
Rentré à Édimbourg en 1820, il y rencontre le docteur Walter Oudney qui lui présente le projet d'un important voyage en Afrique. Oudney est alors missionné pour se rendre à Bornou où il doit prendre la charge de consul. Clapperton se joint donc à l'expédition.
Il part alors en 1822 de Tripoli avec le major Dixon Denham en direction de Mourzouk, explore l'oasis de Ghat, atteint Kouka (17 février 1823) puis le lac Tchad où il est accueilli cordialement par le sultan de Bornou. Il demeure en sa compagnie jusqu'en décembre et décide ensuite de partir explorer le cours du Niger.
Il pénètre dans l'empire des Fellatahs, et visite le premier les villes de Kanoh (où meurt Oudney en janvier 1824), Kachena et Sokoto où il est contraint de rester par ordre du sultan Bello.
Épuisé, il décide de rebrousser chemin et gagne Kouka. Denham et Clapperton rentrent à Tripoli le 26 janvier 1825.
Nommé commandant, Clapperton retourne dans ces contrées en 1825. Il part alors de Badagri où il laisse son navire et prend la direction du Niger (7 décembre 1825) avec Richard Lemon Lander, le capitaine Robert Pearce et les docteurs Robert Morrison et Thomas Dickson.
Après la mort de Pearce et Morrison, il continue seul avec Lander, traverse le pays Yoruba et le fleuve Niger à Bussa (janvier 1826) et atteint Kanoh en juillet puis Sokoto. Il projette ensuite de se rendre au Bornou mais meurt de dysenterie le 13 avril 1827.
Son domestique, Richard Lander, parvient à rapporter ses papiers en Europe. La relation de ses deux voyages, Journal of a second expedition into the interior of Africa..., a été imprimée à Londres, 1826 et 1829, traduite par Jean-Baptiste Benoît Eyriès et Philippe François Lasnon de La Renaudière.